# 다크 스카이
다크 스카이(영어: Dark Skies)는 미국의 SF 드라마로, NBC에서 1996년 9월 21일부터 1997년 5월 31일까지 방송되었다.